# Philippe Bozon
Philippe Bozon (* 30. November 1966 in Chamonix) ist ein ehemaliger französischer Eishockeyspieler und heutiger -trainer, der in seiner aktiven Zeit von 1984 bis 2006 unter anderem für die St. Louis Blues in der National Hockey League und die Adler Mannheim in der Deutschen Eishockey Liga gespielt hat. Aktuell ist er Trainer der französischen Eishockeynationalmannschaft. Sein Vater Alain Bozon und seine Söhne Tim und Kevin waren bzw. sind ebenfalls professionelle Eishockeyspieler.

## Spielerkarriere
Philippe Bozon begann seine Karriere als Eishockeyspieler in seiner französischen Heimat beim CS Megève, für dessen Profimannschaft er von 1982 bis 1984 in der Ligue Magnus, der höchsten französischen Spielklasse, aktiv war. In der Saison 1982/83 wurde er dabei zudem mit der Trophée Jean-Pierre Graff als Rookie des Jahres der Ligue Magnus ausgezeichnet. Anschließend spielte der Flügelspieler von 1984 bis 1987 für die Castors de Saint-Jean in der kanadischen Juniorenliga QMJHL. In der Saison 1985/86 wurde er in das zweite All-Star Team der QMJHL gewählt. Noch während seiner Zeit als Juniorenspieler wurde er am 29. September 1985 als Free Agent von den St. Louis Blues ausgewählt, für deren Farmteam Peoria Rivermen er parallel zum Spielbetrieb mit den Castors von 1985 bis 1987 in der International Hockey League zu 33 Einsätzen kam, bei denen er fünf Tore erzielte und elf Vorlagen gab.  
Zur Saison 1987/88 kehrte Bozon nach Frankreich zurück, wo er einen Vertrag beim HC Mont-Blanc erhielt, mit dem er auf Anhieb Französischer Meister wurde. Von 1989 bis 1991 spielte er für dessen Ligarivalen CSG Grenoble, mit dem er in der Saison 1990/91 ebenfalls den französischen Meistertitel gewann, nachdem er im Vorjahr bereits die Trophée Albert Hassler als bester französischer Spieler der Ligue Magnus erhalten hatte. Die Saison 1991/92 begann er beim HC Chamonix, für den er in der Ligue Magnus in 22 Spielen 49 Scorerpunkte, davon 30 Tore, erzielte. In der Saisonmitte schloss er sich den St. Louis Blues an, für die er in der National Hockey League in 15 Spielen zwei Tore erzielte und drei Vorlagen gab. In den folgenden beiden Spielzeiten war der Franzose Stammspieler bei den St. Louis Blues in der NHL. In der aufgrund eines Lockouts verkürzten Saison 1994/95, bestritt er nur einen weiteren NHL-Einsatz für die Blues, ehe er nach Frankreich zu seinem Ex-Verein aus Grenoble zurückkehrte. 
In der Saison 1995/96 stand Bozon beim HC La Chaux-de-Fonds in der Schweizer Nationalliga B unter Vertrag. Die folgende Spielzeit begann er bei dessen Ligarivalen Lausanne HC, ehe er zur Saisonmitte zu den Adler Mannheim aus der Deutschen Eishockey Liga wechselte. Mit Mannheim wurde er in den Jahren 1997, 1998 und 1999 drei Mal in Folge Deutscher Meister. Von 1999 bis 2001 spielte der vierfache Olympiateilnehmer für den HC Lugano in der Schweizer Nationalliga A. Anschließend wechselte er zum Zweitligisten HC Servette Genève, mit dem er in der Saison 2001/02 auf Anhieb den Aufstieg in die Nationalliga A erreichte. In dieser spielte er für den HC Servette bis zu seinem Karriereende im Alter von 39 Jahren im Anschluss an die Saison 2005/06. 2008 wurde ihm erst als drittem Franzose überhaupt die Ehre zuteil in die IIHF Hall of Fame aufgenommen zu werden. 

### International

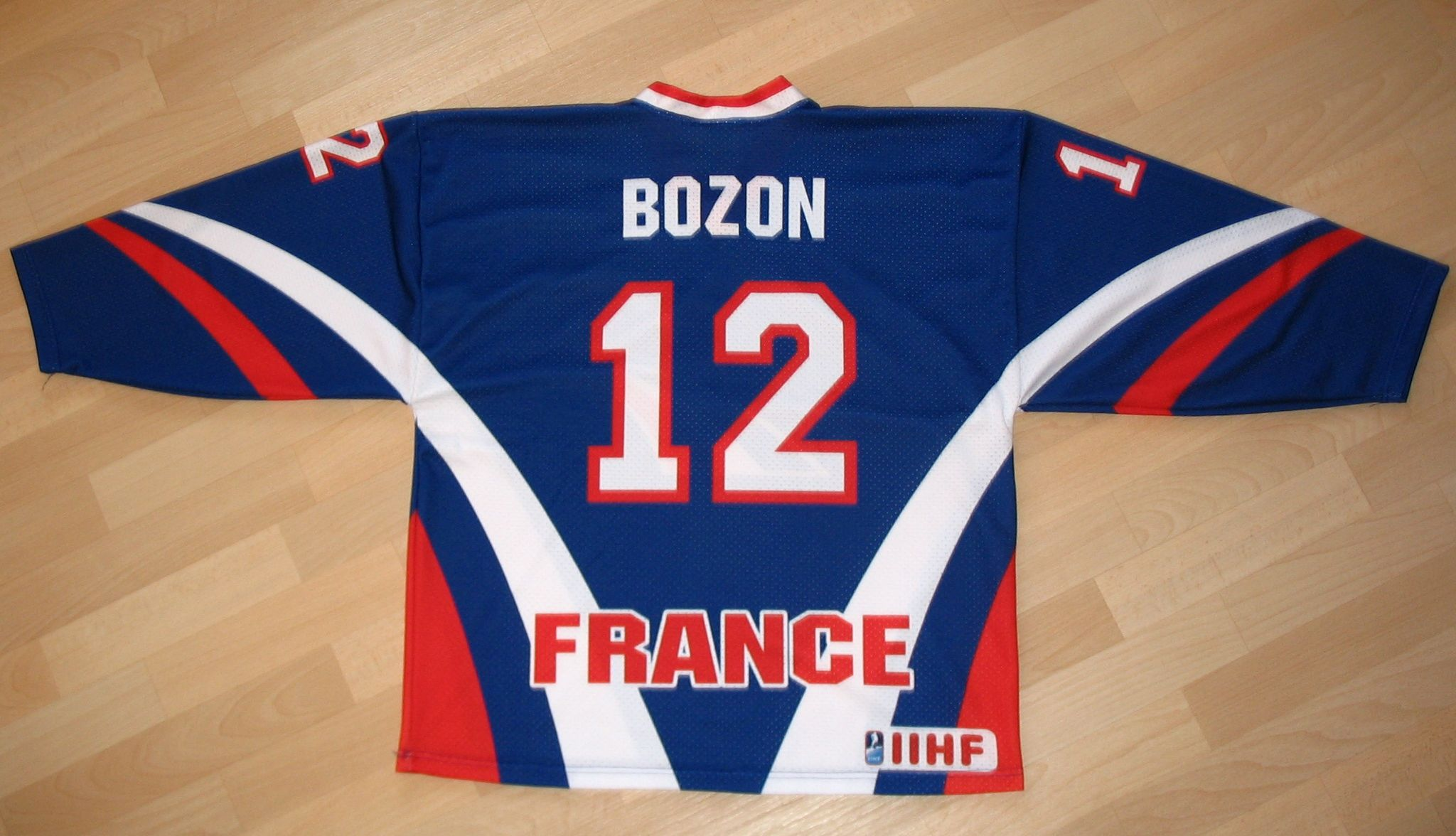
Rückseite eines Nationaltrikots mit Bozons Namen

Für Frankreich nahm Bozon an den B-Weltmeisterschaften 1990, 1991 und 2001 sowie den A-Weltmeisterschaften 1992, 1994, 1995, 1996, 1997, 1998, 1999 und 2000 teil. Zudem stand er im Aufgebot seines Landes bei den Olympischen Winterspielen 1988 in Calgary, 1992 in Albertville, 1998 in Nagano und 2002 in Salt Lake City. Bei den Winterspielen 1988 blieb er als Ersatzspieler ohne Einsatz.

## Trainerkarriere
Von 2006 bis 2009 betreute Bozon die U20-Junioren des HC Servette Genève in der Elite Junior A. Im Januar 2010 wurde er nach der Entlassung des Schweden Kent Johansson zum Cheftrainer beim HC Lugano in der Schweizer National League A ernannt. Nach zehn Monaten im Amt wurde er im November 2010 nach einem enttäuschenden Saisonstart entlassen, da der HC Lugano nach 27 Spielen nur einen Platz in den Playouts belegte. Während seiner Zeit in Lugano stand er zudem für die französische Junioren-Nationalmannschaft bei der U20-Junioren-B-Weltmeisterschaft 2010 hinter der Bande.

## Erfolge und Auszeichnungen

### Als Spieler
| - 1983 Trophée Jean-Pierre Graff - 1986 QMJHL Second All-Star Team - 1988 Französischer Meister mit dem Mont-Blanc HC - 1990 Trophée Albert Hassler - 1991 Französischer Meister mit CSG Grenoble - 1996 Topscorer der NLB-Playoffs - 1997 Deutscher Meister mit den Adler Mannheim | - 1998 Deutscher Meister mit den Adler Mannheim - 1999 Deutscher Meister mit den Adler Mannheim - 2000 Bester Torschütze der NLA-Playoffs - 2002 Aufstieg in die NLA mit dem HC Servette Genève - 2008 Aufnahme in die IIHF Hall of Fame - 2008 Aufnahme in den Temple de la renommée du hockey français |

### International
| - 1989 All-Star Team der B-Weltmeisterschaft - 1991 Aufstieg in die A-Weltmeisterschaft bei der B-Weltmeisterschaft - 1991 All-Star Team der B-Weltmeisterschaft | - 1991 Bester Stürmer der B-Weltmeisterschaft - 2001 Bester Torschütze der Weltmeisterschaft der Division I, Gruppe A |

## Karrierestatistik
(Legende zur Spielerstatistik: Sp oder GP = absolvierte Spiele; T oder G = erzielte Tore; V oder A = erzielte Assists; Pkt oder Pts = erzielte Scorerpunkte; SM oder PIM = erhaltene Strafminuten; +/− = Plus/Minus-Bilanz; PP = erzielte Überzahltore; SH = erzielte Unterzahltore; GW = erzielte Siegtore; 1 Play-downs/Relegation; Kursiv: Statistik nicht vollständig)